# Feature
Feature er en genre i journalistik. Der tages et emne op uden fokus på det døgnaktuelle.
Featuren kan anvende elementer af interview og reportage.
| Sprog og litteratur | Spire Denne artikel om litteratur er en spire som bør udbygges. Du er velkommen til at hjælpe Wikipedia ved at udvide den. |